# Partido de General Alvear
General Alvear es uno de los 135 partidos que componen la provincia argentina de Buenos Aires. Se encuentra ubicado en el interior de esta provincia, propiamente en el centro de la misma, a 220 kilómetros de la Ciudad Autónoma de Buenos Aires. Comprende los parajes de El Parche, Santa Isabel, J. M. Micheo, Emma y la ciudad cabecera General Alvear. Limita con los partidos de Saladillo, Las Flores, Veinticinco de Mayo, Bolívar y Tapalqué.

## Historia
- 29 de diciembre de 1853, el gobierno emplaza el Fortín Esperanza por la cantidad de habitantes de los partidos de Saladillo y de Las Flores, y la importantísima defensa por parte de los pueblos originarios, se hizo necesario solicitar al gobierno provincial la instalación de un fortín que pudiese contener los malones que azotaban la zona. Es nombrado primer capitán el teniente general Agustín Noguera.
- 1854, se lo erige en la margen derecha del arroyo Las Flores. Los vecinos de Saladillo solicitan que junto al fuerte se levante un pueblo. A raíz de las crecientes y de los malones, el fuerte fue abandonado y trasladado 90 km más al Sur, pero los vecinos insistieron en que el pueblo se fundara en el mismo lugar donde se había asentado el primer fortín.
- 22 de julio de 1869, Por decreto provincial se declara oficialmente la existencia del Partido de General Alvear, con el trazado actual.

## Geografía
- Altitud: 66 m s. n. m.
- Latitud: 36°1′21″ S
- Longitud: 60°0′54″ O

### Clima
Típico del centro de la región pampeana, templado húmedo con veranos templados e inviernos frescos. Durante el invierno son comunes las sudestadas, cuya permanencia en ciertas ocasiones puede llegar a una semana. 
Otro de los fenómenos típicos de esta zona es el Pampero, un viento con dirección sudsudoeste frío y seco que despeja el cielo dejándolo límpido y suele aparecer luego de las mencionadas sudestadas.

### Precipitaciones
Las precipitaciones anuales en General Alvear alcanzaron un promedio de 950 mm en los últimos 30 años.
Es importante destacar el hecho de atravesar desde 1973 el Hemiciclo Húmedo (precipitaciones incrementadas e isohietas "corridas") si se comparan con los registros del Hemiciclo Seco, 1920 a 1973.
Nevada: fenómeno inusual, producido a razón de tres o cuatro veces en un siglo y en forma de aguanieve, y de noche.

### Suelos
El régimen de lluvias reinante sumado al clima, el relieve y la roca preexistente (loess) conformaron suelos muy aptos para la producción agrícola con texturas franco, franco-limosas y con excelentes porcentajes de materia orgánica. Es dable destacar que en ciertas zonas del partido con muchos años de agricultura continua provocaron dramáticos descensos de este componente del suelo.

### Relieve e hidrografía
La llanura es el paisaje dominante en General Alvear cuyos suelos poseen relativa alta fertilidad, que hacen de esta zona una de las principales del país en producción agrícola y ganadera.
La elevación máxima del partido se encuentra en las cercanías del paraje de El Parche al norte del partido con una altura de 75 m s. n. m. La elevación promedio es de 68 m s. n. m.
Su superficie se encuentra surcada por numerosos arroyos.

## Intendentes Municipales desde 1983
| Intendente                 | Mandato                                           | Partido | Partido | Alianza | Alianza | Elecciones |
| -------------------------- | ------------------------------------------------- | ------- | ------- | ------- | ------- | ---------- |
| Luis Alejandro Celillo     | 10 de diciembre de 1983 - 10 de diciembre de 1987 |         | UCR     |         | —       | 1983       |
| Aldo Rubén Sivero          | 10 de diciembre de 1987 - 10 de diciembre de 1991 |         | PJ      |         | FREJURE | 1987       |
| Aldo Rubén Sivero          | 10 de diciembre de 1991 - 10 de diciembre de 1995 |         | PJ      | FREJUFE | 1991    |            |
| Juan Carlos Gómez          | 10 de diciembre de 1995 - 10 de diciembre de 1999 |         | PJ      | FREJUFE | 1995    |            |
| Gaudencio Aníbal Fernández | 10 de diciembre de 1999 - 10 de diciembre de 2003 |         | PJ      |         | CJ      | 1999       |
| Aldo Rubén Sivero          | 10 de diciembre de 2003 - 10 de diciembre de 2007 |         | PJ      |         | —       | 2003       |
| Gustavo Horacio Marcos     | 10 de diciembre de 2007 - 10 de diciembre de 2011 |         | PdV     |         | FPV     | 2007       |
| Alejandro Celillo          | 10 de diciembre de 2011 - 10 de diciembre de 2015 |         | UCR     |         | UDESO   | 2011       |
| Alejandro Celillo          | 10 de diciembre de 2015 - 10 de diciembre de 2017 |         | UCR     | CBA     | 2015    |            |
| Ramón José "Tito" Capra    | 10 de diciembre de 2017 - 10 de diciembre de 2019 |         | UCR     | CBA     | 2015    |            |
| Ramón José "Tito" Capra    | 10 de diciembre de 2019 - 10 de diciembre de 2023 |         | UCR     | JxC     | 2019    |            |
| Ramón José "Tito" Capra    | 10 de diciembre de 2023 - En el cargo             | 2023    | UCR     | JxC     |         |            |

1. ↑  Renuncia para asumir como senador provincial.
2. ↑  Asume como presidente del HCD.

## Demografía
Según los resultados definitivos del censo de 2022 la población del partido alcanza los 13.031 habitantes.

### Estructura
La población se encuentra repartida en 5 347 mujeres y 7nbsp;684 hombres, con un índice de masculinidad de 143,7hombres por cada 100 mujeres.  La marcada difrenecia entre la cantidad de hombres y mujeres en el partido se debe a que en el mismo se encuentra la colonia penal masculina nro 30 del Servicio Penitenciario Bonaerense.
La edad mediana de la población es de 34 años (35 años entre las mujeres y 33 años entre los hombres).
El 13,8% de la población tiene más de 65 años (frente al 11,7% en 2010), y el 3,2% de la población tiene más de 80 años (frente al 2,8% en 2010)

### Salud y educación
El 76,6% de la población tiene al menos un tipo de cobertura de salud. 
Unas 3 301 personas asisten a algún tipo de establecimiento educativo de cualquier nivel y unas  590 personas tienen un título terciario o superior (9,0% sobre el total de la población instruida). La tasa de alfabetización es del 99,9

### Migraciones
De las personas residentes en el partido, unas 1 106 (9,1% del total de población) nacieron en otra provincia, y unas  78 (0,6% del total de población) lo hicieron fuera del país, siendo los grupos de inmigrantes más numerosos los provenientes de:
- Paraguay: 46 personas
- Bolivia: 7 personas
- España: 6 personas
- Perú: 5 personas
- Uruguay: 5 personas

### Hogares
En el partido hay un total de 4 569 viviendas  y 3 921 hogares. 
En cuanto al régimen de tenencia y regularidad de la propiedad de las viviendas, el 63,0% es propia, el 15,8% es alquilada, el 12,6% es cedida o prestada, y el resto se encuentra en otra situación.
Sobre el total de hogares, 3 346 (85,3% del total) tiene acceso a red pública de agua corriente, 2 646 (67,5% del total) tiene desagüe y descarga a red pública cloacal, 2 414 (61,6% del total) tiene acceso a red pública de gas, y 3 006 (76,6 del total) tiene acceso a red de internet en la vivienda. 

## Parajes
- - El Parche
  - Santa Isabel
  - J. M. Micheo
  - Emma
  - Colonia San Salvador del Valle

## Producción agropecuaria
Cultivos más importantes en el Partido: soja, maíz, trigo. Hay un importante número de cabezas de ganado, criaderos de cerdos, aves y en menor escala producciones no tradicionales como chinchilla, guanacos, ñandúes, maíz pizingallo, caracoles, etc.
También existen pequeños establecimientos florícolas y hortícolas, y es tradicional en la zona la producción apícola.

## Cuarteles
Para fines catastrales el partido se divide en siete cuarteles denominados: Cuartel I, Cuartel II, Cuartel III, Cuartel IV, Cuartel V, Cuartel VI y Cuartel VII. Mapa de los cuarteles